# Schloss Katharinenhof

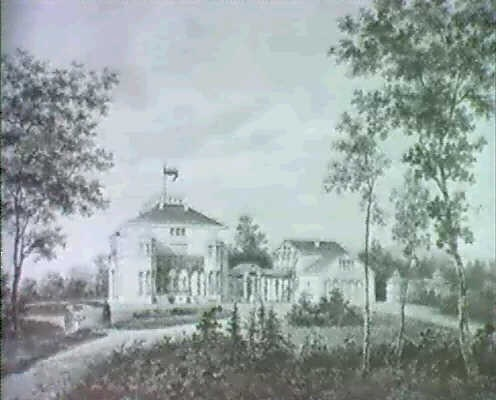
Aquarell Katharinenhof bei Backnang von Caspar Obach

Schloss Katharinenhof ist ein ehemaliges Jagdschloss im Backnanger Stadtteil Strümpfelbach in Baden-Württemberg.

## Lage
Das Schloss Katharinenhof liegt am nördlichen Rand der Gemarkung Backnang auf einer Erhebung (Katharinenbuckel) an der Bundesstraße 14 bei Oppenweiler im Rems-Murr-Kreis in Baden-Württemberg. Der ehemalige Schlosspark wurde dem damaligen Zeitgeist entsprechend als Englischer Landschaftspark konzipiert und ist von einer Mauer und einigen Staffagebauten eingegrenzt. Er enthält neben einem großen Baumbestand und einigen Wirtschaftsgebäuden Plastiken und Relief-Stelen. Im südlichen Bezirk des Schlosses befindet sich eine Gedächtnisstätte mit offener Kapelle und Gedenktafeln der Industriellen-Familie Reusch.
Während der Katharinenhof politisch zum Stadtteil Strümpfelbach der Stadt Backnang zählt, ist er kirchlich eine Filiale mit Zugehörigkeit zur evangelischen Kirchengemeinde Oppenweiler.

## Geschichte
Schloss Katharinenhof wurde 1847 erbaut als Jagdschloss für Prinz Friedrich von Württemberg (1808–1870) und seine Frau Katharina von Württemberg (1821–1898), Tochter von Wilhelm I. (Württemberg). Der gemeinsame Sohn wurde König Wilhelm II. (Württemberg).
Das Jagdschloss ist als zweigeschossiger Rechteckbau im spätklassizistischen Stil angelegt, mit mehreren Risaliten unter flachem Walmdach mit Belvedere.
Bereits 1916 wurde das Schloss durch den Oberhausener Industriemanager Paul Reusch erworben, der dieses als sein Landgut nutzte. Bei einem Treffen am 19./20. September 1927 von Reusch, Hans Luther, Max Warburg, Ludwig Kastl und Siegfried von Roedern wurde auf Schloss Katharinenhof der Bund zur Erneuerung des Reiches durch Strukturreformen gegründet. 
Paul Reusch hat regelmäßig Kunstwerke angekauft oder in Auftrag gegeben und damit u. a. auch den Park um Schloss Katharinenhof ausgeschmückt (z.Bsp. Relief-Stele Eduard Mörike, 1954–55 vom Münchner Bildhauer Josef Meinert nach einem Entwurf von Bernhard Bleeker ausgeführt). Reusch starb am 21. Dezember 1956 in Schloss Katharinenhof, sein Sohn Hermann Reusch starb am 17. Dezember 1971 ebenfalls dort.
Seit 1993 ist Schloss Katharinenhof in Besitz des Stuttgarter Unternehmers und Denkmalschützers Peter Seydelmann. Er ist bestrebt, im alten Schlosspark und in angrenzenden, neu erworbenen Flächen ein Refugium für bedrohte Tiere und Pflanzen zu schaffen. Fehlende Bodengüte versucht er dabei durch Aufschütten zusätzlicher Erde auszugleichen. Eine teilweise Öffnung des Parks war ursprünglich angekündigt, heute ist das Gelände des Parks vollständig eingefriedet, einschließlich der einst öffentlich zugänglichen Gedächtnisstätte der Familie Reusch.
Im Jahr 2008 war Schloss Katharinenhof Veranstaltungsort der Backnanger Wirtschaftsgespräche.

## Landschaftsschutzgebiet
Der ehemalige Schlosspark wurde durch Verordnung des damaligen Landratsamts Backnang vom 15. April 1971 mit einer Größe von 21,8 Hektar als Landschaftsschutzgebiet Katharinenhof (Schutzgebietsnummer 1.19.038) ausgewiesen.